# آلانگورسوآق
آلانگورسوآق (دانمارکی: Alanngorsuaq) یک کوه در گرینلند است که در Qeqqata واقع شده‌است. آلانگورسوآق ۴۱۱ متر بالاتر از سطح دریا واقع شده‌است.